# دجاج ويلسامر

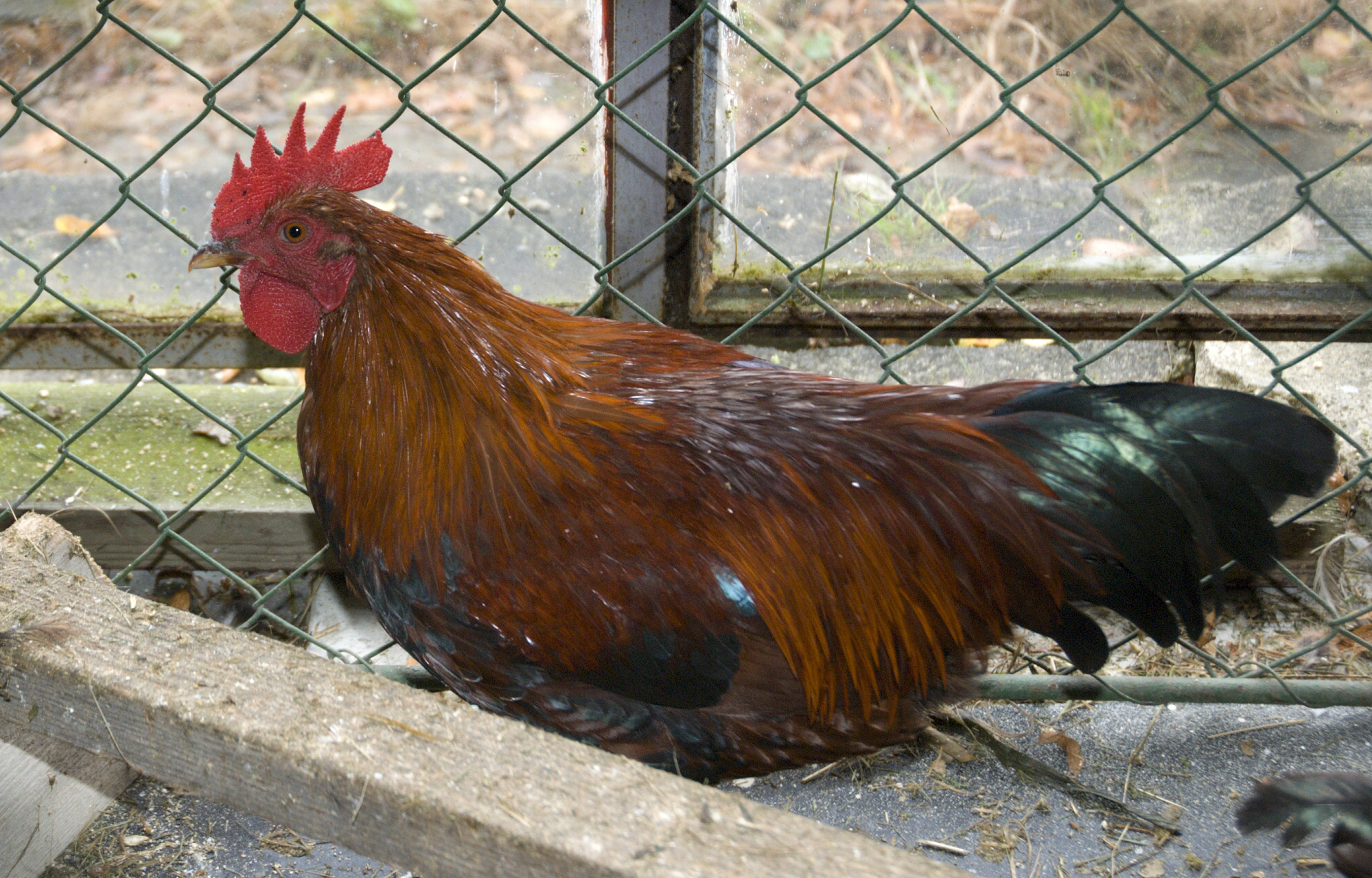
الديك

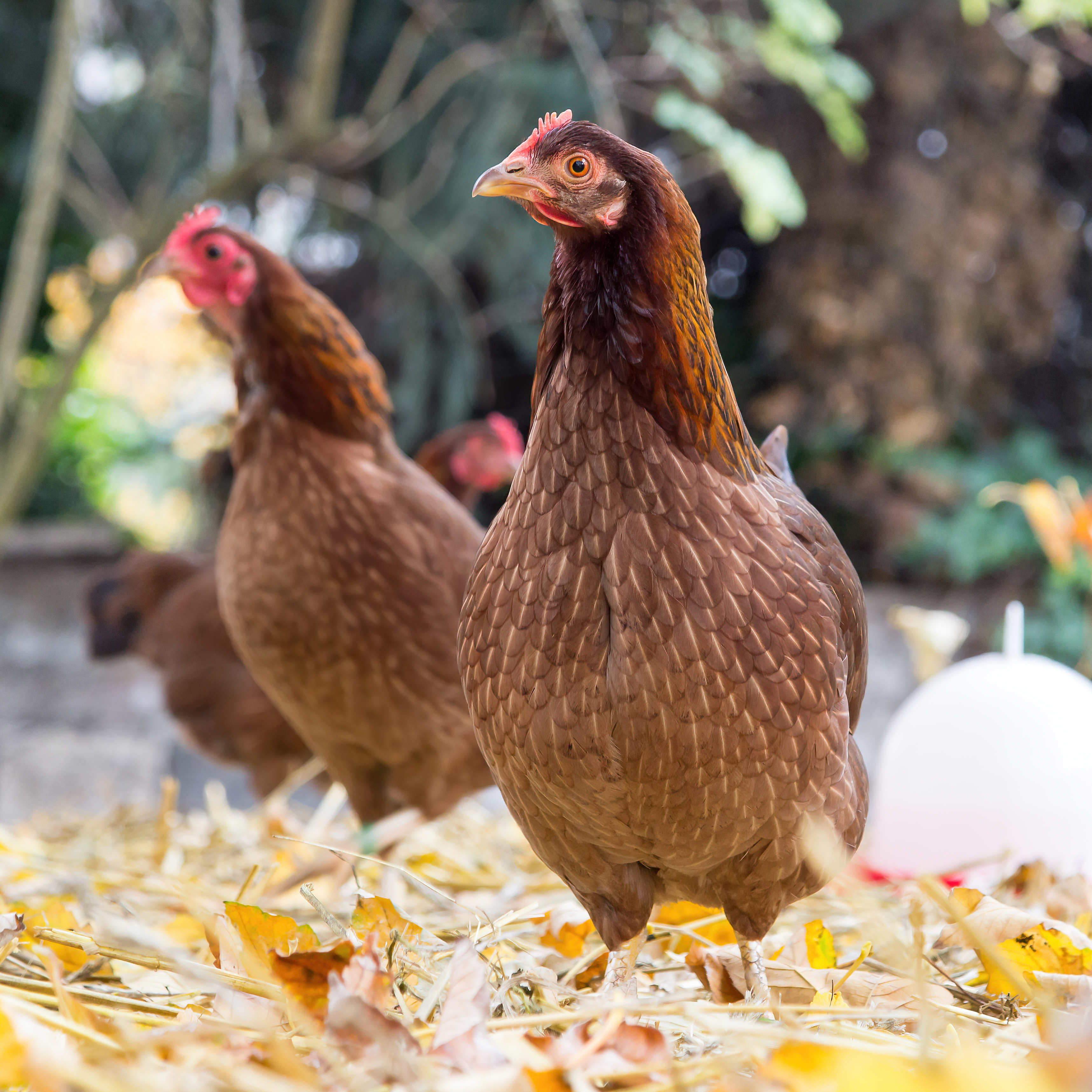
الدجاجة

دجاج ويلسامر، أو ويلزامر أو الدجاجة الويلزية، هي سلالة دجاج هولندية المنشأ من الدجاج المحلي. ظهرت في قرية ويلسوم الصغيرة في شرق هولندا ثم انتشرت في البلاد وباقي أوروبا والعالم.
ظهرت السلالة في بداية القرن العشرين تهجينا طبيعيا (بالتزاوج) ما بين الطيور المحلية ذات الأصل المختلط: من سلالات رود آيلاند ريدز، بارنيفيلدز، بارتريدج ليجورنز، كوشينز، وويندوتيس.
بدأت السلالة تظهر نوع من التميز والخصائص المشتركة، فتم تسجيلها في جمعية المعيار البريطاني لسلالات الدواجن في عام 1930.

## الخصائص
تم إدراج ثلاثة ألوان في سلالة ويلسامر Welsumer من قبل Entente Européenne d’Aviculture et de Cuniculture، منها واحدة فقط Red Partridge، معترف بها في هولندا.

## الاستعمال في المزرعة
تضع الدجاجات الويلزية حوالي 160 بيضة في السنة؛ بيضها بني غامق قد يصل وزنه إلى حوالي 65 جرام. تضع Bantam Welsummers حوالي 180 بيضة بنية داكنة سنويًا، بمتوسط وزن 47غ.